# گوردون گریفیث
گوردون گریفیث (به انگلیسی: Gordon Griffith) (زاده ۴ ژوئیه ۱۹۰۷ - درگذشت ۱۲ اکتبر ۱۹۵۸) دستیار کارگردان، تهیه‌کننده و یکی از اولین بازیگران کودک در صنعت فیلم سازی در آمریکا بود.
گریفیث برای پنج دهه در صنعت فیلم کار کرد، اقدام در بیش از ۶۰ فیلم و بازمانده در «سینمای ناطق».
وی در طول حرفه بازیگری خود با چارلی چاپلین کار می‌کرد و اولین بازیگر برای به تصویر کشیدن تام سایر و همچنین دومین بازیگر نقشِ تارزان (دوران کودکیِ تارزان) در فیلمِ «تارزان فرزند گوریل‌ها» بود.

## فیلم‌شناسی
از فیلم‌هایی که وی در آن نقش داشته است، می‌توان به آن جوانک‌های ساده‌دل، یک زیباروی حمام، کارآموز تازه‌کار، پتک کشنده، مسابقه اتومبیل‌رانی در ونیز، بیست دقیقه عشق، گرفتار در کاباره، شاگرد ستاره، عشق جریحه‌دارشده تیلی، نعل‌بند دهکده و تارزان فرزند گوریل‌ها اشاره کرد.

## نگارخانه

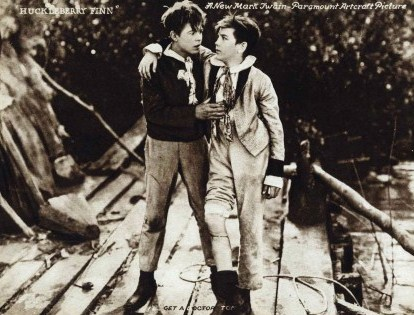
هاکل‌بری فین
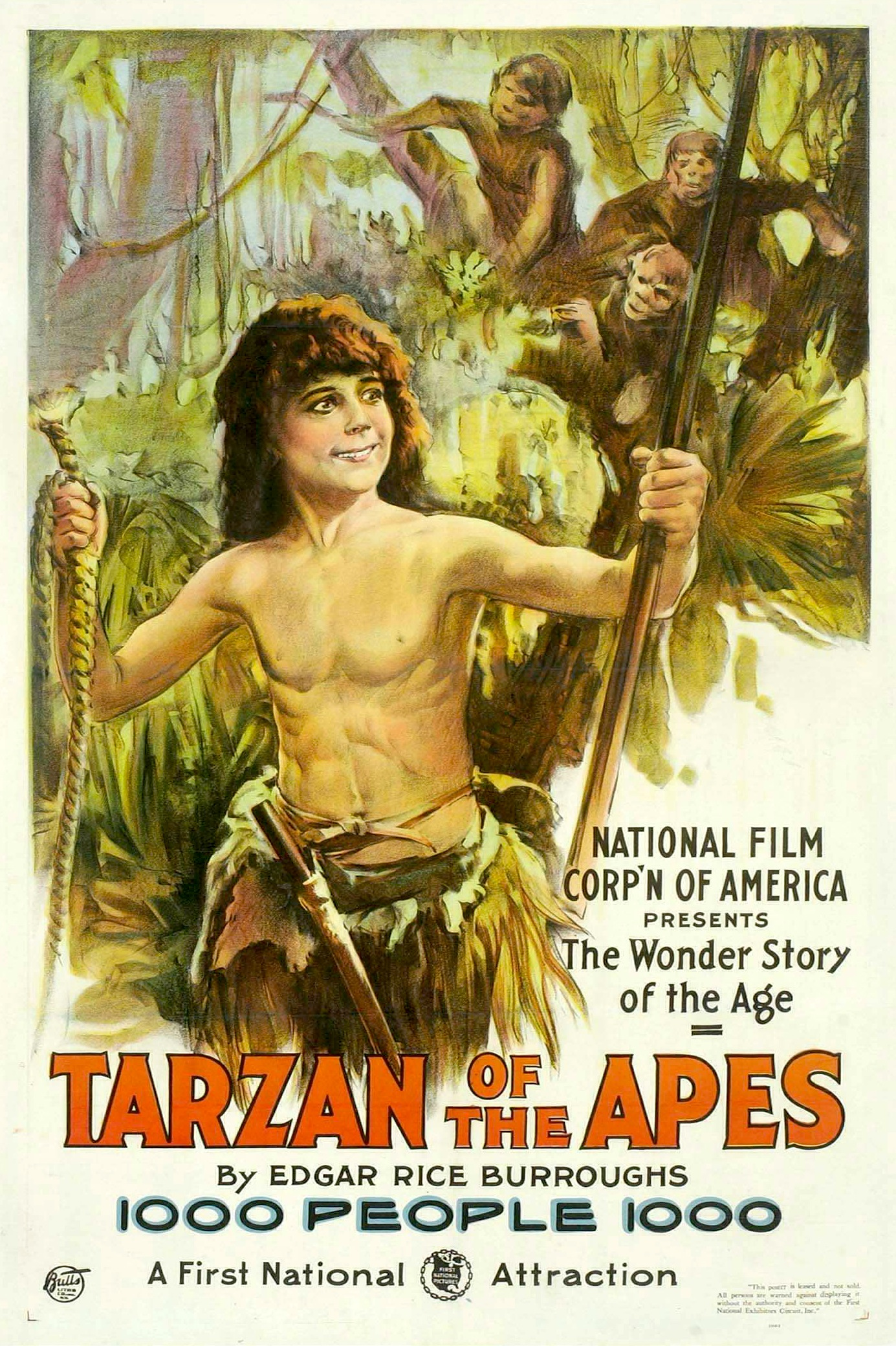
تارزان